# Alphasyllabaire malayalam
Cette page contient des caractères d'alphasyllabaires indiens. En cas de problème, consultez Aide:Unicode.
L’alphasyllabaire malayalam (malayalam : മലയാളലിപി, malayāḷalipi) est un système d’écriture brahmique principalement utilisé pour écrire le malayalam, langue dravidienne parlée par environ 35 millions de personnes notamment dans le sud de l’Inde, dans l’État du Kerala. Il est aussi utilisé pour écrire le sanskrit et le konkani conjointement avec d'autres systèmes d'écriture, ainsi que certaines langues peu parlées comme le betta kurumba et l'adiya. Comme beaucoup d'autres systèmes d'écriture indiens, c'est un abugida. L'écriture s'effectue de gauche à droite et la première ligne est celle du haut tout comme dans l'alphabet latin.

## Lettres

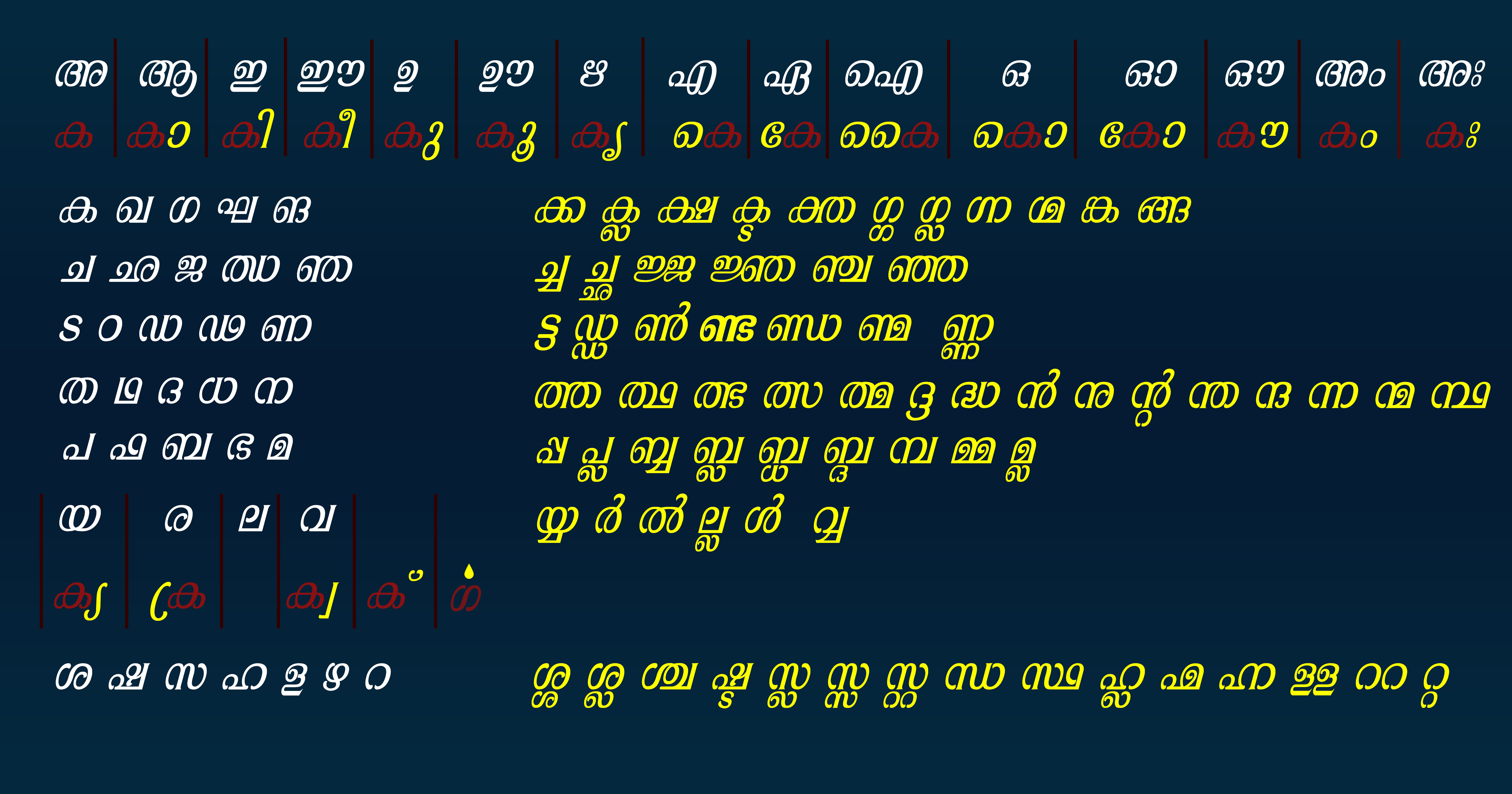
Lettres malayalam

La romanisation est indiquée selon la norme ISO 15919 et la prononciation est celle de la langue malayalam. Toutefois, elle est très similaire dans les autres langues utilisant le même système d'écriture. 

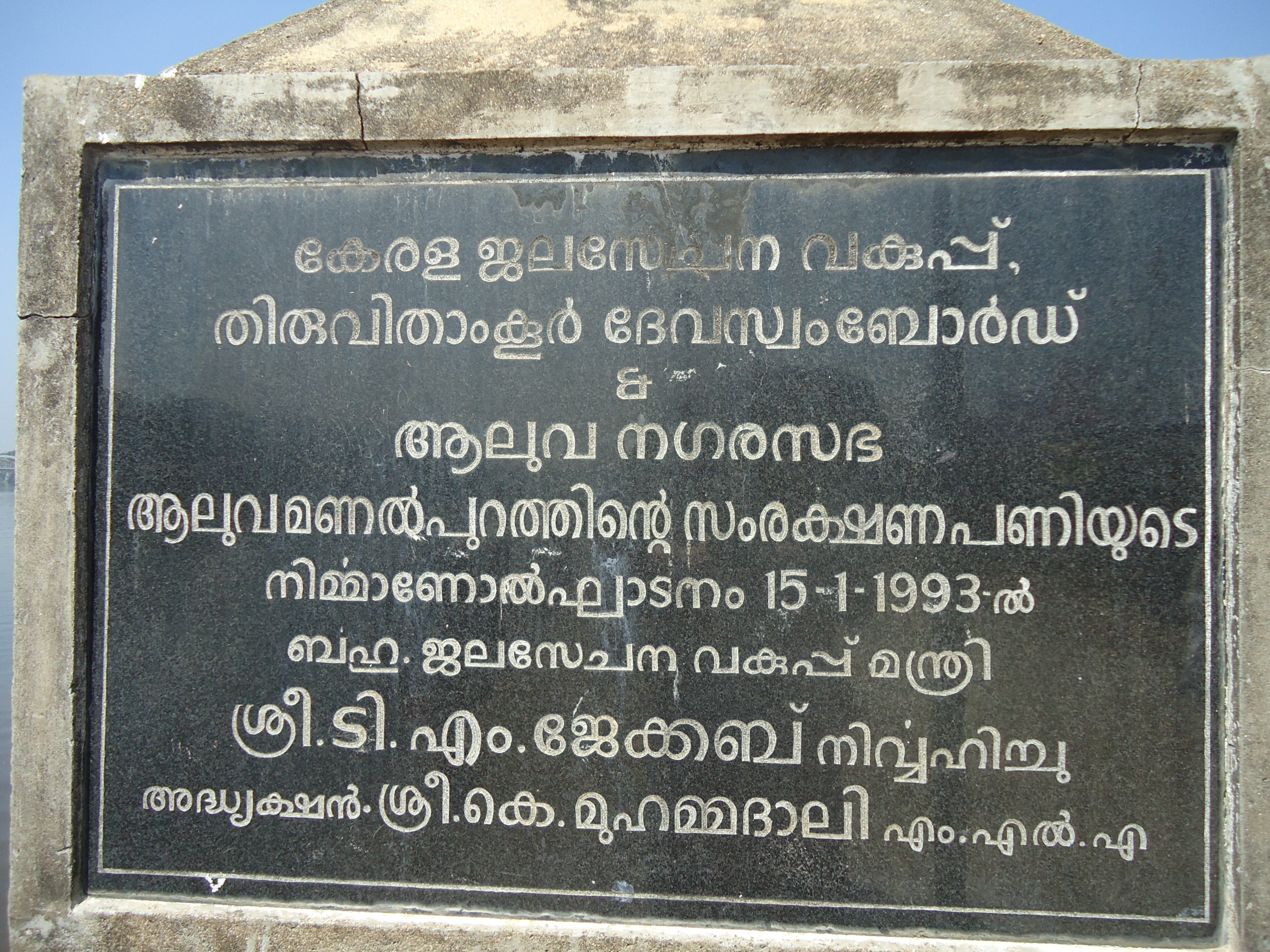
Panneau en malayalam dans la banlieue de Cochin au Kerala.

### Consonnes
Voici les 38 consonnes malayalam,, (വ്യഞ്ജനങ്ങൾ ; vyanjanam) dans l'ordre alphabétique (les graphies obsolètes sont surlignées en jaune) :
| Consonne | ISO     | API          |
| -------- | ------- | ------------ |
| ക        | ka      | [ka]         |
| ഖ        | kha     | [kʰa]        |
| ഗ        | ga      | [ga]         |
| ഘ        | gha     | [ɡʱa]        |
| ങ        | ṅa      | [ŋa]         |
| ച        | ca      | [ t͡ʃa]       |
| ഛ        | cha     | [ t͡ʃʰa]      |
| ജ        | ja      | [ d͡ʒa]       |
| ഝ        | jha     | [ d͡ʒʱa]      |
| ഞ        | ña      | [ ɲa]        |
| ട        | ṭa      | [ʈa]         |
| ഠ        | ṭha     | [ʈʰa]        |
| ഡ        | ḍa      | [ɖa]         |
| ഢ        | ḍha     | [ɖʱa]        |
| ണ        | ṇa      | [ɳa]         |
| ത        | ta      | [t̪a]         |
| ഥ        | tha     | [t̪ʰa]        |
| ദ        | da      | [d̪a]         |
| ധ        | dha     | [d̪ʱa]        |
| ന        | na ; ṉa | [n̪a] ; [na]  |
| പ        | pa      | [pa]         |
| ഫ        | pha     | [pʰa] ; [fa] |
| ബ        | ba      | [ba]         |
| ഭ        | bha     | [bʱa]        |
| മ        | ma      | [ma]         |
| യ        | ya      | [ ja]        |
| ര        | ra      | [ɾa]         |
| ല        | la      | [la]         |
| വ        | va      | [ʋa]         |
| ശ        | śa      | [ ʃa~ɕa]     |
| ഷ        | ṣa      | [ʂa]         |
| സ        | sa      | [sa]         |
| ള        | ḷa      | [ɭa]         |
| ഴ        | ḻa      | [ɻa]         |
| റ        | ṟa ; ṯa | [ra] ; [ta]  |
| ഩ        | ṉa      | [na]         |
| ഺ        | ṯa      | [ta]         |

### Virama
Une consonne sans diacritique est suivie de la voyelle [a]. Le virama (ചന്ദ്രക്കല ; candrakkala) est un signe diacritique qui permet d'indiquer une consonne qui n'est suivie d'aucune voyelle.
|                | Consonne | ISO | API  |
| -------------- | -------- | --- | ---- |
| Sans virama    | പ        | pa  | [pa] |
| Avec virama (്) | പ്        | p   | [p]  |

Parfois, en fin de mot, le virama peut représenter une voyelle très courte (സംവൃതോകാരം ; saṁvr̥tōkāram). Sa prononciation varie selon les dialectes mais les plus courantes sont [ə] et [ɨ]. La romanisation est généralement ŭ.

### Chillus
Les 9 chillus, ou chillaksharam (ചില്ലക്ഷരം ; cillakṣaram) sont des consonnes spéciales qui sont toujours indépendantes sans qu'il ne soit nécessaire de leur apposer un virama, (les chillus obsolètes sont surlignés en rouge et risquent de ne pas s'afficher correctement sur certains navigateurs).
| Base | Chillu | ISO | API  |
| ---- | ------ | --- | ---- |
| ണ    | ൺ      | ṇ   | [ɳ]  |
| ന    | ൻ      | n   | [n̪]  |
| ര    | ർ      | r   | [ɾ]  |
| ല    | ൽ      | l   | [l]  |
| ള    | ൾ      | ḷ   | [ɭ ] |
| ക    | ൿ      | k   | [k]  |
| മ    | ൔ      | m   | [m]  |
| യ    | ൕ      | y   | [ j] |
| ഴ    | ൖ      | ḻ   | [ɻ ] |

### Voyelles
Voici la liste des 16 voyelles malayalam,, (സ്വരങ്ങൾ ; svaram) dans l'ordre alphabétique (les voyelles obsolètes sont surlignées en rouge et les graphies obsolètes sont surlignées en jaune) :
| Initiale | Diacritique | ISO | API   | Précédé de പ ; [p] |
| -------- | ----------- | --- | ----- | ------------------ |
| അ        | Ø           | a   | [a]   | പ                  |
| ആ        | ാ            | ā   | [aː]  | പാ                  |
| ഇ        | ി            | i   | [i]   | പി                  |
| ഈ        | ീ            | ī   | [iː]  | പീ                  |
| ഉ        | ു            | u   | [u]   | പു                  |
| ഊ        | ൂ            | ū   | [uː]  | പൂ                  |
| ഋ        | ൃ            | r̥   | [rɨ]  | പൃ                  |
| ൠ        | ൄ            | r̥̄   | [rɨː] | പൄ                  |
| ഌ        | ൢ            | l̥   | [lɨ]  | പൢ                  |
| ൡ        | ൣ            | l̥̄   | [lɨː] | പൣ                  |
| എ        | െ            | e   | [e]   | പെ                  |
| ഏ        | േ            | ē   | [eː]  | പേ                  |
| ഐ        | ൈ            | ai  | [ai]  | പൈ                  |
| ഒ        | ൊ            | o   | [o]   | പൊ                  |
| ഓ        | ോ            | ō   | [oː]  | പോ                  |
| ഔ        | ൗ            | au  | [au]  | പൗ                  |
| ഔ        | ൌ            | au  | [au]  | പൌ                  |

### Anusvara
L'anusvara (അനുസ്വാരം ; anusvāram) indiquait autrefois une nasalisation. Aujourd'hui, il indique juste le phonème [m] après une voyelle. Il est toujours précédé et jamais suivi par une voyelle.
| Diacritique | ISO                 | Exemple | ISO 15919 | API  |
| ----------- | ------------------- | ------- | --------- | ---- |
| ം            | ṁ m (en fin de mot) | അം       | am        | [am] |

Note : l'anusvara (ം) ressemble graphiquement à la consonne ṭha (ഠ). Une confusion entre ces deux signes change la prononciation ainsi que le sens. Seules leurs tailles permettent de les différencier : l'anusvara est plus petit.

### Visarga
Le visgara (വിസർഗം ; visargam) est un signe diacritique qui s'appose sur une voyelle afin de signaler qu'elle est suivie du son [h]. Tout comme l'anusvara, il est toujours précédé et jamais suivi par une voyelle.
| Diacritique | ISO | Exemple | ISO 15919 | API  |
| ----------- | --- | ------- | --------- | ---- |
| ഃ            | ḥ   | അഃ       | aḥ        | [ah] |

## Enchaînements

### Consonne-voyelle
Lorsqu'une voyelle suit une consonne, le signe diacritique correspondant à la voyelle s'appose à la consonne. Exemple :
| Consonne    |   | Voyelle |   | Signe        |
| ----------- | - | ------- | - | ------------ |
| ക ; [ka]    | + | ി ; [i]  | = | കി ; [ki]     |
| ബ ; [ba]    | + | േ ; [eː] | = | ബേ ; [beː]    |
| ഝ ; [ d͡ʒʱa] | + | ൈ ; [ai] | = | ഝൈ ; [ d͡ʒʱai] |

### Consonne-consonne
Lorsque deux consonnes se suivent, la première peut avoir un virama ou être remplacée par un chillu. Toutefois, il existe d'autres moyens de représenter l'enchaînement de deux consonnes. En voici la liste,, :

#### Diacritiques réguliers
Voici quelques exemples de diacritiques réguliers qui sont des versions miniaturisées de leurs formes complètes :
| Consonne 1 |   | Consonne 2 |   | Signe    |
| ---------- | - | ---------- | - | -------- |
| ക് ; k      | + | ന ; na     | = | ക്ന ; kna |
| ക് ; k      | + | ച ; ca     | = | ക്ച ; kca |
| ക് ; k      | + | ജ ; ja     | = | ക്ജ ; kja |

#### Diacritiques irréguliers

##### Consonne + ya
Lorsque la consonne യ (ya, [ ja]) suit une autre consonne, elle est généralement représentée par un signe se plaçant à droite de la consonne qu'elle précède. Exemple :
| Consonne |   | ya     |   | Signe    |
| -------- | - | ------ | - | -------- |
| ക് ; k    | + | യ ; ya | = | ക്യ ; kya |
| പ് ; p    | + | യ ; ya | = | പ്യ ; pya |

Note : il existe une exception (യ്യ ; yya).

##### Consonne + va
La situation est similaire pour la consonne വ (va, [ʋa]). Exemple :
| Consonne |   | va     |   | Signe    |
| -------- | - | ------ | - | -------- |
| ക് ; k    | + | വ ; va | = | ക്വ ; kva |
| പ് ; p    | + | വ ; va | = | പ്വ ; pva |

Note : il existe une exception (വ്വ ; vva).

##### Consonne + la
Pour la consonne ല (la, [la]), le signe se place en dessous de la première consonne. Exemple :
| Consonne |   | la     |   | Signe    |
| -------- | - | ------ | - | -------- |
| ക് ; k    | + | ല ; la | = | ക്ല ; kla |
| പ് ; p    | + | ല ; la | = | പ്ല ; pla |
| ല് ; l    | + | ല ; la | = | ല്ല ; lla |

#### Ligatures
Il existe aussi des ligatures pour les enchaînements de consonnes les plus fréquents.
| ISO           | kka | ṅka | ṅṅa | ñca | ñña | ṭṭa | ṇṭa | tta | nta | nna | ppa | mpa | mma |
| ------------- | --- | --- | --- | --- | --- | --- | --- | --- | --- | --- | --- | --- | --- |
| Sans ligature | ക്‌ക  | ങ്‌ക  | ങ്‌ങ  | ഞ്‌ച  | ഞ്‌ഞ  | ട്‌ട  | ണ്‌ട  | ത്‌ത  | ന്‌ത  | ന്‌ന  | പ്‌പ  | മ്‌പ  | മ്‌മ  |
| Avec ligature | ക്ക  | ങ്ക  | ങ്ങ  | ഞ്ച  | ഞ്ഞ  | ട്ട  | ണ്ട  | ത്ത  | ന്ത  | ന്ന  | പ്പ  | മ്പ  | മ്മ  |

Note : la ligature മ്പ (mpa) est issue de ന്പ (npa).

#### Triangles
Certaines consonnes doublées sont indiquées par un triangle souscrit.
| ISO           | cca | bba | yya | vva |
| ------------- | --- | --- | --- | --- |
| Sans ligature | ച്‌ച  | ബ്‌ബ  | യ്‌യ  | വ്‌വ  |
| Avec ligature | ച്ച  | ബ്ബ  | യ്യ  | വ്വ  |

### Consonne-consonne-voyelle
Il est possible d'apposer une voyelle à n'importe quel enchaînement de deux consonnes. Exemple :
| Consonne |   | Voyelle |   | Ligature |
| -------- | - | ------- | - | -------- |
| ന്‌മ ; nma | + | ു ; u    | = | ന്‌മു ; nmu |
| ക്ച ; kca | + | ു ; u    | = | ക്ചു ; kcu |
| ക്യ ; kya | + | ു ; u    | = | ക്യു ; kyu |
| ന്ത ; nta | + | ു ; u    | = | ന്തു ; ntu |
| ബ്ബ ; bba | + | ു ; u    | = | ബ്ബു ; bbu |

## Signes obsolètes

### Chiffres
Les chiffres de l'alphasyllabaire malayalam sont archaïques et ne sont plus utilisés de nos jours. À la place, les chiffres arabes sont utilisés.
| 0 | 1 | 2 | 3 | 4 | 5 | 6 | 7 | 8 | 9 | 10 | 100 | 1000 | 1⁄4 | 1⁄2 | 3⁄4 |
| - | - | - | - | - | - | - | - | - | - | -- | --- | ---- | --- | --- | --- |
| ൦ | ൧ | ൨ | ൩ | ൪ | ൫ | ൬ | ൭ | ൮ | ൯ | ൰  | ൱   | ൲    | ൳   | ൴   | ൵   |

### Praslecham
Le praslecham (പ്രശ്ലേഷം ; praślēṣam) se note comme ceci : ഽ. Il est utilisé dans les textes en sanskrit écrits avec l'alphabet malayalam. Il sert à transcrire l'avagraha de la devanagari (ऽ), qui indique l’élision d'un a initial après un mot commençant par ā, ē, ou ō. Il est romanisé par une apostrophe (’) ou par deux points suivis d'une apostrophe (:’).

### Danda
Le danda (ദണ്ഡ ; daṇḍa) est un signe de ponctuation qui marquait autrefois la fin d'une phrase ou d'un vers. L'alphasyllabaire malayalam avait un danda (।) et un double danda (॥). Dans Unicode, ils sont codés respectivement U+0964 et U+0965. Ils sont considérés comme faisant partie de la devanagari, mais ils sont en fait présents dans de nombreux systèmes d'écriture indiens.

## Ordre alphabétique
D'abord, les voyelles sont classées dans l'ordre indiqué dans le tableau plus haut dans l'article (c'est-à-dire : അ ; ആ ; ഇ ; ഈ ; ഉ ; ഊ ; ഋ ; ൠ ; ഌ ; ൡ ; എ ; ഏ ; ഐ ; ഒ ; ഓ ; ഔ). Les consonnes sont après les voyelles et elles suivent l'ordre indiqué dans le tableau plus haut dans l'article (c'est-à-dire : ക ; ഖ ; ഗ ; ഘ ; ങ ; ച ; ഛ ; ജ ; ഝ ; ഞ ; ട ; ഠ ; ഡ ; ഢ ; ണ ; ത ; ഥ ; ദ ; ധ ; ന ; പ ; ഫ ; ബ ; ഭ ; മ ; യ ; ര ; ല ; വ ; ശ ; ഷ ; സ ; ഹ ; ള ; ഴ ; റ).

## Représentation informatique

### Unicode
| en fr  | 0 | 1 | 2 | 3 | 4 | 5 | 6 | 7 | 8 | 9 | A | B | C | D | E | F |
| ------ | - | - | - | - | - | - | - | - | - | - | - | - | - | - | - | - |
| U+0D00 | കഀ | കഁ | കം | കഃ | ഄ | അ | ആ | ഇ | ഈ | ഉ | ഊ | ഋ | ഌ |   | എ | ഏ |
| U+0D10 | ഐ |   | ഒ | ഓ | ഔ | ക | ഖ | ഗ | ഘ | ങ | ച | ഛ | ജ | ഝ | ഞ | ട |
| U+0D20 | ഠ | ഡ | ഢ | ണ | ത | ഥ | ദ | ധ | ന | ഩ | പ | ഫ | ബ | ഭ | മ | യ |
| U+0D30 | ര | റ | ല | ള | ഴ | വ | ശ | ഷ | സ | ഹ | ഺ | ക഻ | ക഼ | ഽ | കാ | കി |
| U+0D40 | കീ | കു | കൂ | കൃ | കൄ |   | കെ | കേ | കൈ |   | കൊ | കോ | കൌ | ക് | ൎ | ൏ |
| U+0D50 |   |   |   |   | ൔ | ൕ | ൖ | കൗ | ൘ | ൙ | ൚ | ൛ | ൜ | ൝ | ൞ | ൟ |
| U+0D60 | ൠ | ൡ | കൢ | കൣ |   |   | ൦ | ൧ | ൨ | ൩ | ൪ | ൫ | ൬ | ൭ | ൮ | ൯ |
| U+0D70 | ൰ | ൱ | ൲ | ൳ | ൴ | ൵ | ൶ | ൷ | ൸ | ൹ | ൺ | ൻ | ർ | ൽ | ൾ | ൿ |

### Saisie

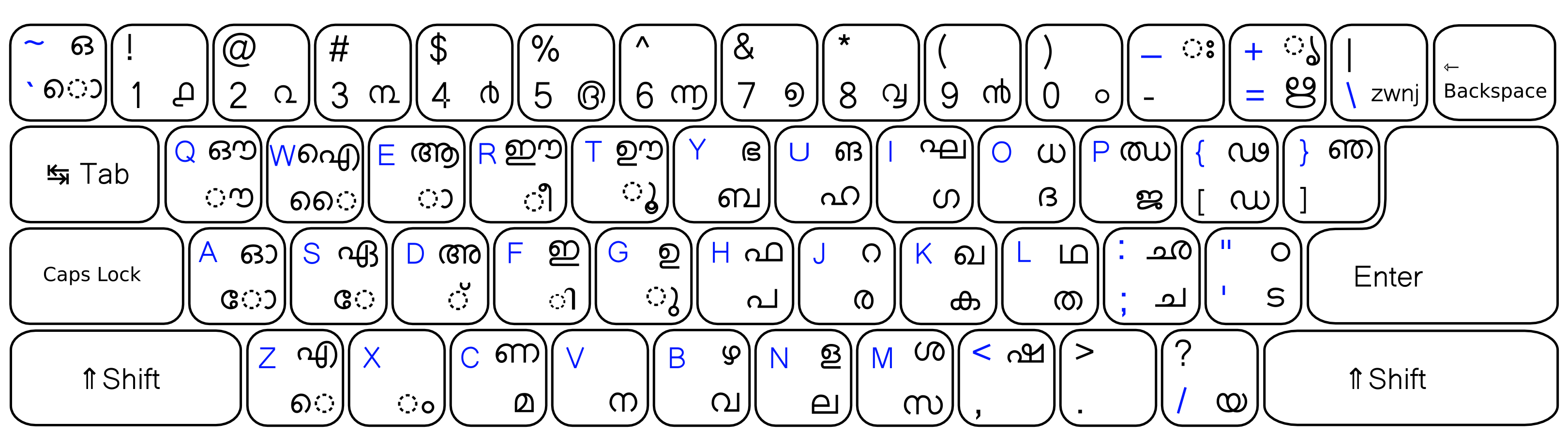
Disposition du clavier InScript pour l'alphasyllabaire malayalam.

Le clavier InScript (abréviation de l'anglais Indic Scripts qui signifie Écritures Indiennes) est un clavier standardisé par le gouvernement indien. Il en existe 12 variantes, adaptées à 12 systèmes d'écriture indiens dont l'alphasyllabaire malayalam.
Il est aussi possible de convertir du texte de l'alphabet latin à l'alphasyllabaire malayalam sur certains sites web.

## Transcriptions

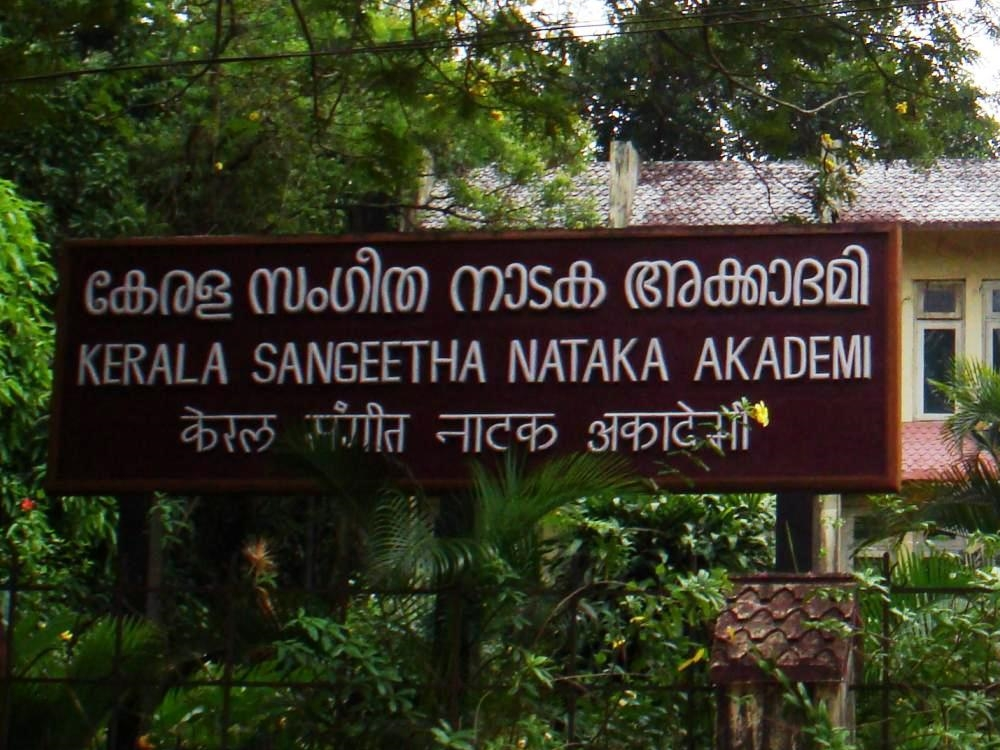
La romanisation ISO 15919 n'est pas toujours utilisée. Sur ce panneau situé à Thrissur au Kerala, la romanisation est conçue pour correspondre à la prononciation anglaise.

Les textes écrits avec l'alphasyllabaire malayalam peuvent aussi être écrits avec les systèmes d'écriture suivants :
- La romanisation ISO 15919[10],[11], qui propose une transcription avec des diacritiques et une transcription adaptée au système à 7 bits de l'ASCII.
- La cyrillisation, qui n'est pas officielle[12].
- L'arabi malayalam, utilisé par certaines communautés musulmanes, notamment celles qui ont migré hors de l'Inde.
- Le suriyani malayalam, une variante de l'alphabet syriaque[13] presque inutilisée de nos jours mais qui était autrefois courante chez les chrétiens de saint Thomas.
- La devanagari, système d'écriture authentique du sanskrit et du konkani qui sont parfois transcrits en écriture malayalam.
- L'alphasyllabaire kannara (ou kannada), parfois aussi utilisé en konkani.
- Le braille[14].

### Tableau
Voici un tableau montrant les différentes transcriptions (les voyelles et les consonnes obsolètes sont surlignées en rouge et les graphies obsolètes sont surlignées en jaune) :
| Malayalam | ISO 15919        | ASCII | Cyrl | Deva | Knda | Arabi | Suriyani      | Braille |
| --------- | ---------------- | ----- | ---- | ---- | ---- | ----- | ------------- | ------- |
| അ         | a                | A     | а    | अ    | ಅ    | اَ     | ܲ / ܐ / ܥ      |         |
| ആ         | ā                | a     | а    | आ    | ಆ    | آ     | ܵ              |         |
| ഇ         | i                | i     | и    | इ    | ಇ    | اِ     | ܝ݂             |         |
| ഈ         | ī                | ii    | и    | ई    | ಈ    | اِي    | ܝ݂             |         |
| ഉ         | u                | u     | у    | उ    | ಉ    | اُ     | ܘ݂             |         |
| ഊ         | ū                | uu    | у    | ऊ    | ಊ    | اُو    | ܘ݂             |         |
| ഋ         | r̥                | ,r    | ру   | ऋ    | ಋ    | رْ     |               |         |
| ൠ         | r̥̄                | ,rr   |      | ॠ    | ೠ    |       |               |         |
| ഌ         | l̥                | ,l    | ऌ    |      |      |       |               |         |
| ൡ         | l̥̄                | ,ll   | ॡ    |      |      |       |               |         |
| എ         | e                | e     | е    | ऎ    | ಎ    | ا٘     | ܸ              |         |
| ഏ         | ē                | ee    | е    | ए    | ಏ    | ا٘ي    | ܹ              |         |
| ഐ         | ai               | ai    | аи   | ऐ    | ಐ    | اَيْ    |               |         |
| ഒ         | o                | o     | о    | ओ    | ಒ    | اٗ     | ܘ݁             |         |
| ഓ         | ō                | oo    | о    | ऒ    | ಓ    | اٗو    | ܘ݁             |         |
| ഔ         | au               | au    | ау   | औ    | ಔ    | اَوْ    |               |         |
| ക         | k                | k     | к    | क    | ಕ    | ك/ک   | ܟ             |         |
| ഖ         | kh               | kh    | кх   | ख    | ಖ    | كھ    | ܩ             |         |
| ഗ         | g                | g     | г    | ग    | ಗ    | گ     | ܓ             |         |
| ഘ         | gh               | gh    | гх   | घ    | ಘ    | گھ    |               |         |
| ങ         | ṅ                | ;n    | н    | ङ    | ಙ    | ۼ     |               |         |
| ച         | c                | c     | ч    | च    | ಚ    | چ     |               |         |
| ഛ         | ch               | ch    | чх   | छ    | ಛ    | چھ    |               |         |
| ജ         | j                | j     | дж   | ज    | ಜ    | ج     |               |         |
| ഝ         | jh               | jh    | джх  | झ    | ಝ    | جھ    |               |         |
| ഞ         | ñ                | ~n    | н    | ञ    | ಞ    | ڿ     |               |         |
| ട         | ṭ                | .t    | т    | ट    | ಟ    | ڊ     |               |         |
| ഠ         | ṭh               | .th   | тх   | ठ    | ಠ    | ڊھ    |               |         |
| ഡ         | ḍ                | .d    | д    | ड    | ಡ    | ڗ     |               |         |
| ഢ         | ḍh               | .dh   | дх   | ढ    | ಢ    | ڗھ    |               |         |
| ണ         | ṇ                | .n    | н    | ण    | ಣ    | ڹ     |               |         |
| ത         | t                | t     | т    | त    | ತ    | ت     | ܛ / ܬ         |         |
| ഥ         | th               | th    | тх   | थ    | ಥ    | تھ    |               |         |
| ദ         | d                | d     | д    | द    | ದ    | د     | ܕ /           |         |
| ധ         | dh               | dh    | дх   | ध    | ಧ    | دھ    |               |         |
| ന         | n ṉ              | n _n  | н    | न    | ನ    | ن     | ܢ             |         |
| പ         | p                | p     | п    | प    | ಪ    | پ     | ܦ             |         |
| ഫ         | ph               | ph    | пх   | फ    | ಫ    | پھ/ف  |               |         |
| ബ         | b                | b     | б    | ब    | ಬ    | ب     | ܒ             |         |
| ഭ         | bh               | bh    | бх   | भ    | ಭ    | بھ    |               |         |
| മ         | m                | m     | м    | म    | ಮ    | م     | ܡ             |         |
| യ         | y                | y     | й    | य    | ಯ    | ي     | ܝ             |         |
| ര         | r                | r     | р    | र    | ರ    | ڔ     |               |         |
| ല         | l                | l     | л    | ल    | ಲ    | ل     | ܠ             |         |
| ള         | ḷ                | .l    | л    | ळ    | ಳ    | ۻ     |               |         |
| വ         | v                | v     | в    | व    | ವ    | و     | ܒ / ܘ / ܦ     |         |
| ശ         | ś                | ;s    | ш    | श    | ಶ    | ش     | ܫ             |         |
| ഷ         | ṣ                | .s    | ш    | ष    | ಷ    | ۺ     |               |         |
| സ         | s                | s     | с    | स    | ಸ    | س     | ܙ / ܣ / ܨ / ܬ |         |
| ഹ         | h                | h     | х    | ह    | ಹ    | ھ/ﮭ   | ܚ / ܗ         |         |
| റ         | ṟ ṯ              | _r _t | р    | ऱ    | ಱ    | ر     | ܪ             |         |
| ക്ഷ        | kṣ               | k.s   | кш   | क्ष   | ಕ್ಷ   | کۺ    |               |         |
| ഴ         | ḻ                | _l    | ж    | ऴ    | ೞ    | ژ     |               |         |
| ഩ         | ṉ                | _n    |      | ऩ    |      |       |               |         |
| ്          | ∅                | ∅     | ∅    | ्     | ್     | ∅     |               |         |
| ം          | ṁ m (fin de mot) | ;m    | м    | ं     | ಂ     | مْ     |               |         |
| ഃ          | ḥ                | .h    | х    | ः     | ಃ     | ∅     |               |         |